# Tachycixius pilosus
Tachycixius pilosus is een glasvleugelcicade, die leeft op blad van loofbomen. De larven leven aan de wortels van grassen. Hij overwintert als nimf.  Imagines worden gevonden tussen april en augustus.

## Kenmerken
Tachycixius pilosus heeft een lengte van 4,5 tot 5,5 mm. Hij heeft drie kielen op het schildje en donkere vlekken tussen de nerven aan het uiteinde van de voorvleugel. Er zijn ook meestal drie korte donkere strepen langs de voorvleugelrand. De kleur van de voorvleugels is zeer variabel, variërend van relatief eenvoudig tot bijna geheel donker.